# Konstantinos Logothetopoulos
Konstantinos Logothetopoulos (in greco Κωνσταντίνος Λογοθετόπουλος?; Nauplia, 1º agosto 1878 – Atene, 6 luglio 1961) è stato un politico greco.
Guidò come primo ministro il governo collaborazionista ellenico, ufficialmente denominato Stato ellenico, al fianco delle forze d'occupazione della Germania nazista e del Regno d'Italia durante la seconda guerra mondiale, dal 2 dicembre 1942 al 7 aprile 1943.

## Biografia
Dopo aver studiato medicina a Monaco di Baviera, fu docente universitario prima in Germania, poi ad Atene. Servì come dottore nell'esercito sia nella prima guerra balcanica che nella seconda guerra balcanica. Nel 1922 venne nuovamente coscritto durante la guerra greco-turca. Al termine del conflitto divenne professore di ginecologia ad Atene e poco dopo venne nominato rettore.
In seguito all'occupazione del Regno di Grecia da parte delle forze dell'Asse, Logothetopoulos (che aveva studiato in Germania ed era sposato con una tedesca) venne nominato vicepresidente e ministro dell'Educazione nel governo collaborazionista del generale Georgios Tsolakoglu. Il 2 dicembre 1942 lo sostituì nella carica, che tenne fino al 7 aprile 1943.
Quando la Wehrmacht si ritirò dalla Grecia nel 1944 Logothetopoulos fuggì assieme ai nazisti e si rifugiò in Germania dove venne catturato dall'esercito statunitense. Venne consegnato alle autorità greche che lo processarono e lo condannarono all'ergastolo. Nel 1951 venne però rilasciato.